# Železiarne Podbrezová
Železiarne Podbrezová a.s. skrátene ŽP a.s. jsou slovenská společnost sídlící v Podbrezové. Strategie podnikatelské činnosti je zaměřena na tři pilíře: hutnictví, těžké strojírenství a cestovní ruch. Společnost patří mezi nejstarší hutní podniky středoevropského prostoru.

## Historie
Na horním toku Hronu se již v 16. století začaly zpracovávat barevné kovy. V 18. století byl vybudován Hrončianský komplex, „nejvýznamnější středisko na výrobu železa v celém Uhersku“. V roce 1840 bylo rozhodnuto o založení společnosti pro výrobu kolejnic pro potřeby Habsburské monarchie. O 15 let později bylo vyrobeno prvních 2374 tun kolejnic. Kvalita kolejnicové výroby byla o tři roky později oceněna na výstavě v Paříži.
Počátkem 20. století vznikla výroba svařovaných trubek, byla postavena válcovna plechů a v roce 1930 i válcovna trub. V roce 1940 byla společnost odprodána firmě Reichswerke AG für Waffen Maschinenbau Hermann Göring Berlin.
V roce 1968 začala výstavba nového závodu. V roce 1992 se firma přetransformovala ze státního podniku na akciovou společnost, která byla zapsána do obchodního rejstříku 1. května 1992.

## Produkce
Mateřská společnost Železiarne Podbrezová se zabývá výrobou oceli, ocelových bezešvých trubek, přesných trubek a hutní druhovýroby (navařovacích oblouků a redukcí, dělených trubek a trubkových ohybů). Společnost je od roku 2000 certifikovaným dodavatelem pro automobilový průmysl. Téměř třetina výroby směřuje do strojů a jejich částí, 22 % do stavební a montážní činnosti, 18 % do jaderné a klasické energetiky a tepláren a po dvou procentech do výroby automobilových komponentů a do ocelových konstrukcí. Zbytek dodávek je nezařazených. V roce 2009 se "marketingovou krizí odběratelů snížil objem objednávek o 45% ", společnost tak poprvé od revitalizace v letech 1993 až 1994 dosáhla negativního hospodářského výsledku.
Železiarne Podbrezová měly dceřinou společnost ŽĎAS, a.s. sídlící v Žďáru nad Sázavou, která podnikala v oblasti těžkého strojírenství a hutnictví. Vyráběla stroje, tváření, slitiny, ingoty a jiné produkty. V roce 2009 společnost vykázala zisk 3,084 mil. €. Přes ŽĎAS vlastnily Železiarne Podbrezová společnost TS Plzeň, která se specializovala na hydraulické lisy, vulkanické lisy a válcovny. Ta v roce 2009 dosáhla zisku 20,865 mil. €.[zdroj?] V roce 2016 se majitele ŽĎASu stala čínská společnost CEFC.
Železiarne Podbrezová od roku 2008 také vlastní španělskou společnosti TRANSMESA a TAP zabývající se výrobou a prodejem trubek. V roce 2009 dosáhly celkový obrat 14,509 mil. €. V roce 2009 společnost exportovala 92 % ze své produkce v celkové hodnotě 119 050 000 €.
Své obchodní zastoupení mají Železiarne Podbrezová ve více zemích Evropy. Pipex International AG sídlí ve švýcarském Nidau, Pipex Italia SpA sídlí v italské Aroně, zásobuje italské, španělské, řecké a íránské trhy. Slovrur Sp. z o.o. má sídlo ve Stalowe Woli v Polsku. Prodává hlavně na polské a pobaltské trhy. V těchto společnostech mají ŽP majoritní podíl.

## Zaměstnání
Během finanční krize musela mateřská společnost ŽP propustit 726 zaměstnanců, v roce 2009 bylo zaměstnáno v průměru 3023 zaměstnanců s průměrným výdělkem 690 €, v dělnických profesích 607 €. V dceřiných a přidružených společnostech na Slovensku pracovalo 736 zaměstnanců, v Česku 2697 a dalších zemích 202 zaměstnanců. Dalších 68 jich pracovalo v soukromých školách společnosti. Dle vlastní výroční zprávy Železiarne Podbrezová zůstaly i při krizi a snížené zaměstnanosti „nejdůležitějším zaměstnavatelem a garantem sociálních jistot v okrese Brezno“.

## Vedlejší činnost

### Školství
Železiarne Podbrezová jsou majiteli dvou soukromých škol: Soukromá střední odborná škola hutnická a Gymnázium ŽP. Tyto střední školy se starají přípravu budoucích zaměstnanců –  hutníků, elektrikářů a dalších. V roce 2009 bylo po absolvování studia přijato do zaměstnání 36 absolventů, další pokračovali v nástavbovém studiu.
Výzkumně-vývojové centrum ŽP VVC s.r.o. má za úkol výzkum pro celou ŽP Group. Věnuje se materiálové, hutnické, metalurgické, měřící, analytické a jiné výzkumně-vývojové činnosti.

### Cestovní ruch a sport
Společnost Tále a.s. je významný subjekt v oblasti cestovního ruchu.
Zabývá se nabídkou v oblasti golfu, zimních sportů, ubytování, stravování, kongresů a jiných činností.
Železiarne Podbrezová vlastní 98,27 % této společnosti.
ŽP vlastní i 99,80 % akcií ŽP Sport-u. Tato společnost je vlastníkem fotbalového klubu FO ŽP ŠPORT Podbrezová. Kromě profesionálního se věnuje i neprofesionálnímu sportu a sportovní činnosti zaměstnanců skupiny ŽP. Během roku 2010 měla probíhat restrikce výdajů a rušení některých oddílů.

### Ostatní
Přes společnost ŽP Bytost s.r.o. spravují ŽP nájemní byty. Podnikové noviny čtrnáctideník Podbrezovan vydávané od roku 1930 s přestávkou 64 let jsou nejstarší podnikové noviny na Slovensku. Železiarne Podbrezová pokrývají více než třetinu své spotřeby elektrické energie výrobou 61 870 MWh ve vlastních vodních elektrárnách a kogenerační jednotce.